# Емилиан (Лалусис)
Епископ Емилиан Лалусис (греч. Επίσκοπος Αιμιλιανός Λαλούσης; 14 июня 1901, деревня Лахи, Лакония — 28 августа 1992, Нью-Йорк) — епископ Константинопольской православной церкви, титулярный епископ Хиропольский, викарий Американской архиепископии.

## Биография
В июне 1925 года митрополитом Каристийским Пантелеимоном (Фостинисом) был рукоположён в сан диакона.
В 1929 году окончил Богословский институт Афинского университета. В том же году рукоположён в сан священника тем же епископом.
В 1931 году он приехал в США, где окончил в Епископальную богословкую школу в Филадельфии со степенью магистра богословия.
Он был миссионером в Филадельфии и Канаде до назначения в 1934 году священником греческого Софийского православного собора в Вашингтоне. В то время приход насчитывал около 150 членов. Через много лет Емилиану Лалусису удалось увеличить их количество более чем до 1000 членов. С 1955 года и до своего избрания викарным епископом был настоятелем собора.
6 ноября 1960 года в Софийском соборе рукоположён а сан епископа Хариопольского и назначен управляющим Второго (Чикагского) архиепископийского округа. 20 ноября того же года состоялась его интронизация.
В 1964 году назначен управляющим Шарлотского архиепископийского округа. В 1974 году ушёл на покой.
Скончался 28 августа 1992 года в возрасте 91 года от болезни сердца в своей резиденции в Нью-Йорке.
В 1998 году Вашингтонский городской совет назвал парк напротив Софийского собора в честь епископа Емилиана. Парк находится в ведении Bishop Laloussis Foundation, Бетесда, штат Мэриленд.